# Florence-Roebling
Florence-Roebling is een plaats (census-designated place) in de Amerikaanse staat New Jersey, en valt bestuurlijk gezien onder Burlington County.

## Demografie
Bij de volkstelling in 2000 werd het aantal inwoners vastgesteld op 8200.

## Geografie
Volgens het United States Census Bureau beslaat de plaats een oppervlakte van
6,8 km², waarvan 5,7 km² land en 1,1 km² water.

## Plaatsen in de nabije omgeving
De onderstaande figuur toont nabijgelegen plaatsen in een straal van 8 km rond Florence-Roebling.